# أليوت س. هاو
أليوت س. هاو (بالإنجليزية: Elliot Calvin Howe) هو أخصائي فطريات أمريكي، ولد في 1828 في جامايكا في الولايات المتحدة، وتوفي في 1899 في Lansingburgh, New York ‏ في الولايات المتحدة.